# Танагра блискотлива
Тана́гра блискотлива (Tangara labradorides) — вид горобцеподібних птахів родини саякових (Thraupidae). Мешкає в Андах.

## Опис

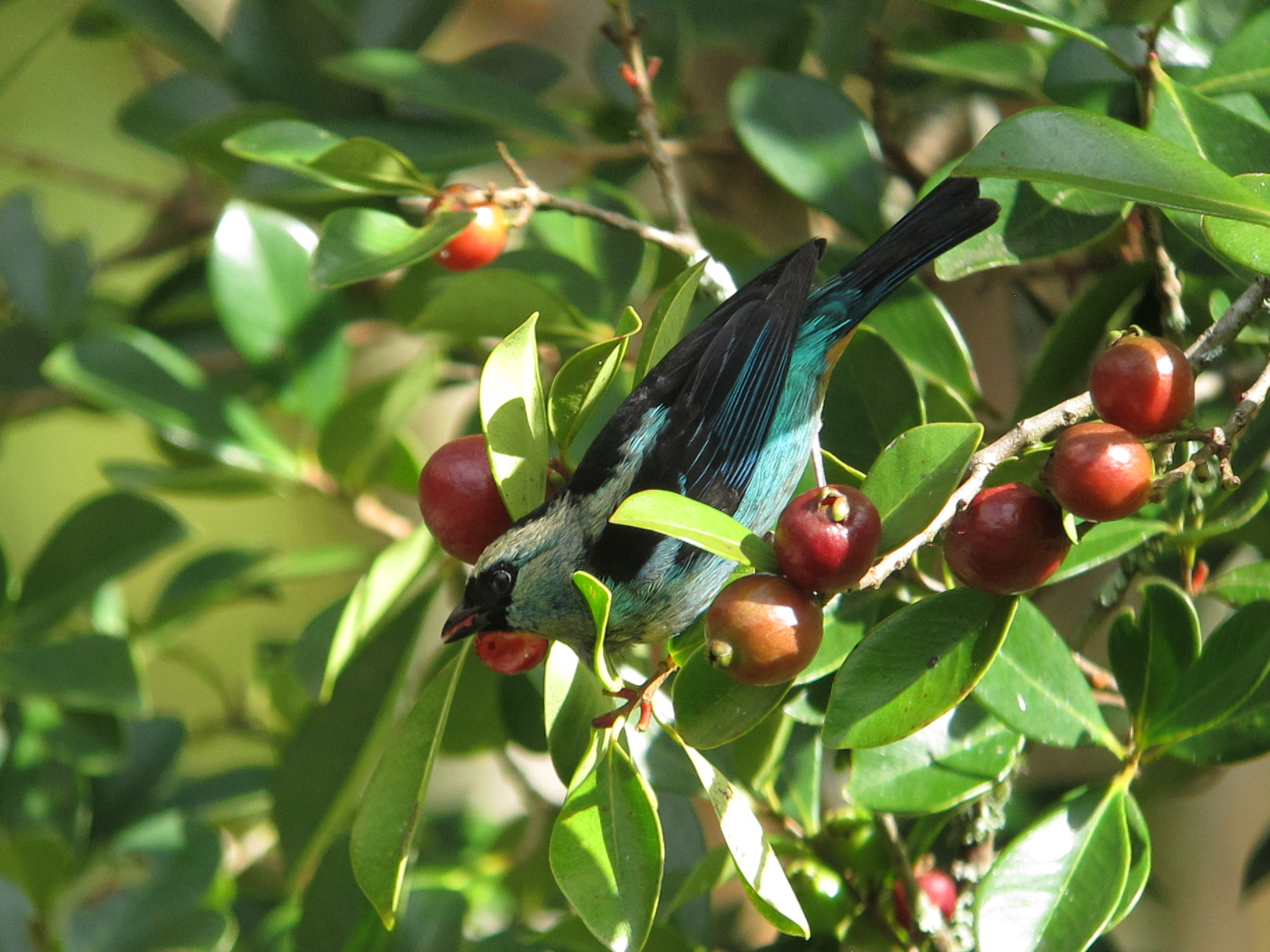
Блискотлива танагра

Довжина птаха становить 13 см. Забарвлення блискуче, переважно сріблясто-зелене або сріблясто-бірюзове, в залежності від кута падіння сонячних променів. Голова зеленувата або золотиста. На обличчі чорна "маска", на тімені і потилиці чорна пляма, плечі, крила і хвіст чорні, махові і стернові пера мають зелені края, другорядні махові пера мають блакитні края. Живіт і гузка охристі або коричневі.

## Підвиди
Виділяють два підвиди:
- T. l. labradorides (Boissonneau, 1840) — Анди в Колумбії і західному Еквадорі;
- T. l. chaupensis Chapman, 1925 — Анди на південному сході Еквадору та на півночі Перу (на південь до Сан-Мартіна).

## Поширення і екологія
Блискотливі танагри мешкають в Колумбії, Еквадорі і Перу. Вони живуть у вологих гірських тропічних лісах, узліссях і галявинах. Зустрічаються парами або невеликими зграйками, переважно на висоті від 1300 до 2000 м над рівнем моря. Часто приєднуються до змішаних зграй птахів. Живляться комахами, павуками та іншими безхребетними.